# Carlitos Rolán
Carlos Eduardo López, conocido artísticamente como Carlitos «Pueblo» Rolán (Córdoba, 24 de enero de 1940-Córdoba, 6 de marzo de 2019) fue un cantante de cuarteto argentino, género musical arraigado en la provincia de Córdoba. Su trayectoria artística abarcó unas seis décadas y casi sesenta discos, además de haber escrito más de 400 canciones. Se cuenta entre los pioneros en la difusión y popularización del género, además de haber sido uno de los primeros «ídolos» del cuarteto.

## Biografía

### Inicios
Nació en la ciudad de Córdoba. Sus padres fueron Rafael y Teresa y tuvo dos hermanos, siendo uno de ellos el también cantante de cuarteto Coquito Ramaló. Siendo un niño observó el surgimiento del Cuarteto Leo, iniciador de dicho género musical, y se convirtió en un ferviente admirador y, más adelante, asiduo asistente a sus presentaciones en vivo. Según comentó en diferentes oportunidades, por entonces tenía un anhelo: «un sueño que tenía en la mente y lo daba como hecho: que yo iba a ser cantante del Cuarteto Leo», solía decir.
Aprendió los oficios de tornero y rectificador y en su juventud desarrolló distintos emprendimientos, entre ellos, la instalación de una fábrica de pickles y una de perfumes. Sin embargo, su sueño era dedicarse a la música y al efecto comenzó a estudiar canto. Por esos años conoció al músico Aldo Kustin, quien sería su gran amigo y compañero en distintos momentos de su carrera. Juntos decidieron presentarse a un concurso organizado hacia 1964 por el director del Cuarteto Leo, Miguel Gelfo, para hallar a la mejor imitación de su conjunto. Si bien obtuvieron el segundo puesto, Carlos no se fue con las manos vacías: el director del cuarteto ganador, Juan José Muñoz «Don Chicho», le propuso ser su cantante. 
Allí adoptó el apellido artístico «Rolán», tomado del nombre de una tienda del centro de la ciudad de Córdoba (Casa Rolan) aunque con la acentuación modificada para darle más impacto. Con el Cuarteto Don Chicho realizó su primera grabación, un disco para el sello PolyGram titulado Bailando con Don Chicho (1964). Unos meses después, el propio Miguel Gelfo lo convocó para convertirse en la segunda voz del Cuarteto Leo, ofrecimiento que aceptó de inmediato. «Pasé a jugar en primera» dijo Rolán evocando aquel momento. La primera voz, José Sosa Mendieta, se marchó del conjunto al poco tiempo, de manera que Rolán quedó como único cantante.

### Consagración e inicio de su carrera solista
Entre 1965 y 1971 fue la voz del Cuarteto Leo, grabando catorce discos long play y numerosos éxitos como Los camioneros, Mi caballo bayo, La chica del 17, Se quema el rancho, El bailongo en lo del rengo, La chiva de Panchito, entre otros. Debió marcharse por motivos de índole personal a finales de 1971, iniciando su carrera como solista. 
A partir de 1972 se consolidó como autor de éxitos, obteniendo al año siguiente su primer disco de oro como solista por la venta de un millón de placas. La etapa que va entre 1974 y 1976 ha sido reconocida como la de su mayor popularidad. Es por entonces que se lo comenzó a denominar con el apelativo de «pueblo», etapa que se corresponde con la grabación de sus mayores éxitos tales como Que llamen los bomberos, El turco Abdón, Con ritmo de acordeón, Porque comprendí, Ese muerto no lo cargo yo (Don Goyo), etc, y su participación en el programa televisivo Fiesta de cuartetos.
Por entonces formó parte de «los cuatro grandes», denominación empleada para referirse a los principales intérpretes del cuarteto cordobés: el Cuarteto Leo, el Cuarteto Berna, el Cuarteto de Oro y el propio Rolán. El advenimiento de la dictadura militar en 1976 significó, según contó en diferentes entrevistas, un perjuicio para su carrera, para la difusión de sus temas y la realización de bailes. Hacia los '80, la popularización de otros estilos de cuarteto como el que proponía la banda Chébere llevaron a Rolán a la incorporación de teclados y vientos, dejando de lado la primacía característica del acordeón y del violín. En 1979 incorporó a su grupo a una segunda voz: Daniel Reyna, conocido luego como Sebastián. Juntos grabaron dos discos.
A lo largo de la década de 1980 continuó con la grabación de discos y éxitos como Se me perdió la cadenita, Sacame el nene a pasear y La tanga de Yolanda, además de la realización de giras por el interior del país. Hacia 1988 retornó a un estilo más tradicional con la reincorporación del acordeón y en 1990 grabó un disco con la participación de su hijo mayor Martín. La década de 1990 fue crítica para los intérpretes del cuarteto característico o tradicional: a la llegada de nuevas influencias centroamericanas se sumaba el fallecimiento o retiro de músicos como Miguel Gelfo, Berna Bevilacqua o Coquito Ramaló. Por entonces, Rolán espació la grabación de nuevos materiales. 

### Resurgimiento
En 1997, el sello discográfico JAM de la ciudad de Córdoba propuso a Aldo Kustin grabar un nuevo material con la única condición de que debía convencer a Rolán para sumarse al proyecto. La sociedad artística con Kustin, que prolongaba una amistad de décadas, resultó fructífera para ambos y en los años sucesivos ganaron en difusión y presencia en los medios de Córdoba, además de nuevos éxitos como El medio peso. Esta etapa se prolongó hasta el fallecimiento de Aldo Kustin en 2008.
Intervino brevemente en la política como director del Centro de Participación Comunal Monseñor Pablo Cabrera y, en 2003, como candidato a concejal por la UCeDé.
Rolán continuó sus presentaciones como solista. En los años siguientes, recibió numerosas distinciones y reconocimientos a su trayectoria por entonces de más de medio siglo de extensión. En el 2018 fue nominado a los premios Gardel por su disco Con el alma.
El 1 de diciembre de 2018 realizó un «baile despedida» en el club Villa Retiro. Falleció a raíz de una insuficiencia renal el 6 de marzo de 2019 en la ciudad de Córdoba a los 79 años, siendo sus restos velados en el Centro Cultural Casona Municipal. 

## Discografía

### Con el Cuarteto Don Chicho
- Bailando con Don Chicho (1964)

### Con el Cuarteto Leo
- Repartiendo alegrías (1965)
- Cuarteto parrandero (1965)
- El cuarteto gigante (1966)
- Ritmo y simpatía (1966)
- Ahí va el catorce del Cuarteto Leo (1967)
- El n° 15 del Cuarteto Leo (1967)
- Las bodas de plata del Cuarteto Leo (1968)
- La serenata criolla (1968)
- A gozar con el Cuarteto Leo (1969)
- Leo por aquí, Leo por allá (1969)
- Realmente el único Cuarteto Leo presenta su L.P. n° 20 (1970)
- La vida sigue igual (1970)
- ¡Viva la felicidad! (1971)
- A reír, a bailar... y las penas olvidar (1971)

### Como solista, primera etapa
- Si quieres ser feliz ven a bailar (1972)
- Con ritmo borom-bom-bom (1972)
- Éxitos al estilo Rolán (1973)
- Hay que estar en el ruidito (1973)
- Dame todo tu querer (1974)
- El disco de oro de Carlitos Rolán (1974)
- El chasquidito (1974)
- Hagan el pasito con Carlitos "Pueblo" Rolán (1975)
- Un poquito de tu amor (1976)
- Córdoba de fiesta (1976)
- Que siga la farra (1977)
- María Teresa (1978)
- Hay que sembrar el amor (1979)
- Cantando y bailando la vida es mejor (1979)
- Carlitos Rolán '80 con Sebastián (1980)
- Te invito a bailar (1980)
- Con todo! (1981)
- Superbailable (1982)
- Carlitos Rolán '83 (1983)
- Carlitos Rolán (1983)
- Carlitos Rolán '84 (1984)
- Llegó el destape! (1984)
- Carlitos Rolán '85 con todo (1985)
- Pura dinamita (1985)
- Qué papito picarón (1986)
- Carlitos Rolán (1987)
- De fiesta con Carlitos "Pueblo" Rolán (1987)
- No le aflojés al ritmo cordobés (1988)
- Carlitos Rolán '90 de colección (1989)
- La dupla del éxito (1990)
- Los 20 éxitos de Carlitos "Pueblo" Rolán (1993)
- A todo ritmo (1995)

### Con Aldo Kustin
- Juntos para el éxito (1997)
- En carrera (1998)
- Con la gente (1999)
- ¡Qué fiesta! (2000)
- Quitapenas 2004 (2003) (con Ariel Ferrari, Don Oscar y Hugo Forestieri)
- Fiel a un estilo (2005)
- Repartiendo alegrías (2006)

### Como solista, segunda etapa
- Para un pueblo que baila (2008)
- 5 generaciones de alegría (2011)
- La leyenda continúa (2013)
- Con el alma (2017)